# Grammy Award for Best Rock Song
Der Grammy Award for Best Rock Song, auf Deutsch „Grammy-Award für den besten Rocksong“, ist ein Musikpreis, der seit 1992 bei den jährlich stattfindenden Grammy Awards verliehen wird. Ausgezeichnet werden Songwriter für qualitativ hochwertige Songs aus dem Bereich der Rockmusik. Die erste Verleihung erfolgte an den britischen Musiker Sting im Jahr 1992 und am häufigsten erhielt sie Bruce Springsteen, der bisher viermal ausgezeichnet wurde.

## Hintergrund und Geschichte
Die seit 1958 verliehenen Grammy Awards (eigentlich Grammophone Awards) werden jährlich in zahlreichen Kategorien von der National Academy of Recording Arts and Sciences (NARAS) in den Vereinigten Staaten von Amerika vergeben, um künstlerische Leistung, technische Kompetenz und hervorragende Gesamtleistung ohne Rücksicht auf die Album-Verkäufe oder Chart-Position zu ehren.
Grammy Award for Best Rock Song wird ausschließlich an Songwriter vergeben, wobei entsprechend der Kategorie-Beschreibung neue Songs (bezüglich Melodie und Text) oder Songs, die erstmals im Nominierungszeitraum Beachtung fanden, berücksichtigt werden. Songs mit auffälligen Samples anderer Musikstücke und Interpolationen eines Hauptthemas werden dagegen nicht berücksichtigt.

## Statistik
Erstmals erhielt ihn der Musiker Sting 1992 für The Soul Cages. Bruce Springsteen gewann diesen Award bislang vier Mal und führt damit die Liste der häufigsten Grammy-Gewinner dieser Kategorie an. Jeweils zweimal ging der Preis an Alanis Morissette sowie die Bands Red Hot Chili Peppers und U2. Die häufigsten Gewinne wurden an US-amerikanische Künstler vergeben, mit den beiden Siegen von Alanis Morissette und der Verleihung an Neil Young 2011 ging der Preis jedoch bereits dreimal an kanadische, mit den beiden Siegen von U2 zweimal an irische und mit Sting und Eric Clapton zweimal an britische Künstler.
In vier Fällen wurden jeweils ein Künstler oder eine Gruppe zweifach im selben Jahr nominiert. So wurden die Band Aerosmith 1994 mit Cryin’ und Livin’ on the Edge (beide vom Album Get a Grip) und Melissa Etheridge 1995 mit Come to My Window and I’m the Only One (beide vom Album Yes I Am) nominiert. The Wallflowers gewannen 1998 mit One Headlight und waren zudem mit The Difference (beide vom Album Bringing Down the Horse) nominiert und die Band U2 war 2002 mit den Songs Elevation und Walk On (beide vom Album All That You Can’t Leave Behind) nominiert. Melissa Etheridge, Muse und Aerosmith teilen sich zudem die Position für die häufigsten Nominierungen ohne Gewinn, alle wurden je dreimal nominiert.

## Gewinner und nominierte Künstler
| Jahr                    | Interpret / Band                                       | Nationalität                              | Werk                          | Songwriter                                                                         | Weitere nominierte Künstler | Bilder der Künstler                                                             |
| ----------------------- | ------------------------------------------------------ | ----------------------------------------- | ----------------------------- | ---------------------------------------------------------------------------------- | --- | ------------------------------------------------------------------------------- |
| 1992 (25. Februar 1992) | Sting                                                  | Vereinigtes Königreich                    | The Soul Cages                | Sting                                                                              | - Bryan Adams – Can’t Stop This Thing We Started (Adams, Robert Lange) - Jane’s Addiction – Been Caught Stealing (Eric Avery, Perry Farrell) - Metallica – Enter Sandman (Kirk Hammett, James Hetfield, Lars Ulrich) - Tom Petty and the Heartbreakers – Learning to Fly (Petty) - Queensrÿche – Silent Lucidity (Chris DeGarmo)                                                                                                | Sting, 2007                                                                     |
| 1993 (24. Februar 1993) | Eric Clapton                                           | Vereinigtes Königreich                    | Layla                         | Eric Clapton Jim Gordon                                                            | - Peter Gabriel – Digging in the Dirt (Gabriel) - Nirvana – Smells Like Teen Spirit (Kurt Cobain, Nirvana) - Pearl Jam – Jeremy (Eddie Vedder, Jeff Ament) - Bruce Springsteen – Human Touch (Springsteen) | Eric Clapton, 2008                                                              |
| 1994 (1. März 1994)     | Soul Asylum                                            | Vereinigte Staaten                        | Runaway Train                 | Dave Pirner                                                                        | - Aerosmith – Cryin’ (Steven Tyler, Joe Perry, Taylor Rhodes) - Aerosmith – Livin’ on the Edge (Tyler, Perry, Mark Hudson) - Lenny Kravitz – Are You Gonna Go My Way (Kravitz, Craig Ross) - Meat Loaf – I’d Do Anything for Love (But I Won’t Do That) (Jim Steinman) | Soul Asylum, 2010                                                               |
| 1995 (1. März 1995)     | Bruce Springsteen                                      | Vereinigte Staaten                        | Streets of Philadelphia       | Bruce Springsteen                                                                  | - Melissa Etheridge – Come to My Window (Etheridge) - Melissa Etheridge – I’m the Only One (Etheridge) - Nirvana – All Apologies (Kurt Cobain) - Soundgarden – Black Hole Sun (Chris Cornell) | Bruce Springsteen, 1988                                                         |
| 1996 (28. Februar 1996) | Alanis Morissette                                      | Kanada                                    | You Oughta Know               | Glen Ballard Alanis Morissette                                                     | - Bob Dylan – Dignity (Dylan) - Nine Inch Nails – Hurt (Trent Reznor) - U2 – Hold Me, Thrill Me, Kiss Me, Kill Me (Bono) - Neil Young – Downtown | Alanis Morissette, 2008                                                         |
| 1997 (26. Februar 1997) | Tracy Chapman                                          | Vereinigte Staaten                        | Give Me One Reason            | Tracy Chapman                                                                      | - Dave Matthews Band – Too Much (Dave Matthews Band) - Garbage – Stupid Girl (Garbage) - John Hiatt – Cry Love (Hiatt) - Oasis – Wonderwall (Noel Gallagher) - The Wallflowers – 6th Avenue Heartache (Jakob Dylan) | Tracy Chapman, 2009                                                             |
| 1998 (25. Februar 1998) | The Wallflowers                                        | Vereinigte Staaten                        | One Headlight                 | Jakob Dylan                                                                        | - Fiona Apple – Criminal (Apple) - Meredith Brooks – Bitch (Brooks, Shelly Peiken) - Dave Matthews Band – Crash into Me (Dave Matthews) - The Wallflowers – The Difference (Jakob Dylan) |                                                                                 |
| 1999 (25. Februar 1999) | Alanis Morissette                                      | Kanada                                    | Uninvited                     | Alanis Morissette                                                                  | - John Hiatt – Have a Little Faith in Me (Hiatt) - Hole – Celebrity Skin (Billy Corgan, Eric Erlandson, Courtney Love) - Semisonic – Closing Time (Dan Wilson) - The Verve – Bitter Sweet Symphony (Richard Ashcroft, Mick Jagger, Keith Richards) | Alanis Morissette, 2004                                                         |
| 2000 (23. Februar 2000) | Red Hot Chili Peppers                                  | Vereinigte Staaten                        | Scar Tissue                   | Red Hot Chili Peppers                                                              | - Melissa Etheridge – Angels Would Fall (Etheridge, John Shanks) - Garbage – Special (Garbage) - Tom Petty and the Heartbreakers – Room at the Top (Petty) - Bruce Springsteen – The Promise (Springsteen) | Red Hot Chili Peppers, 2006                                                     |
| 2001 (23. Februar 2001) | Creed                                                  | Vereinigte Staaten                        | With Arms Wide Open           | Scott Stapp Mark Tremonti                                                          | - 3 Doors Down – Kryptonite (Brad Arnold, Todd Harrell, Matt Roberts) - Lenny Kravitz – Again (Kravitz) - Matchbox Twenty – Bent (Rob Thomas) - Red Hot Chili Peppers – Californication (Flea, John Frusciante, Anthony Kiedis, Chad Smith) | Creed, 2002                                                                     |
| 2002 (27. Februar 2002) | Train                                                  | Vereinigte Staaten                        | Drops of Jupiter (Tell Me)    | Train                                                                              | - Aerosmith – Jaded (Marti Frederiksen, Steven Tyler) - Coldplay – Yellow (Guy Berryman, Jon Buckland, Will Champion, Chris Martin) - U2 – Elevation (U2) - U2 – Walk On (U2) | Pat Monahan und Jimmy Stafford (2011)                                           |
| 2003 (27. Februar 2003) | Bruce Springsteen                                      | Vereinigte Staaten                        | The Rising                    | Bruce Springsteen                                                                  | - 3 Doors Down – When I’m Gone (Brad Arnold, Todd Harrell, Chris Henderson, Matt Roberts) - Foo Fighters – All My Life (Foo Fighters) - Godsmack – I Stand Alone (Sully Erna) - Chad Kroeger featuring Josey Scott – Hero (Kroeger) | Bruce Springsteen, 2008                                                         |
| 2004 (8. Februar 2004)  | The White Stripes                                      | Vereinigte Staaten                        | Seven Nation Army             | Jack White                                                                         | - Evanescence – Bring Me to Life (David Hodges, Amy Lee, Ben Moody) - Nickelback – Someday (Chad Kroeger, Mike Kroeger, Ryan Peake, Ryan Vikedal) - Bruce Springsteen und Warren Zevon – Disorder in the House (Jorge Calderón, Zevon) - Train – Calling All Angels (Charlie Colin, Pat Monahan, Jimmy Stafford, Scott Underwood)                                                                                               | Jack White und Meg White von den White Stripes                                  |
| 2005 (13. Februar 2005) | U2                                                     | Irland                                    | Vertigo                       | U2                                                                                 | - Green Day – American Idiot (Billie Joe Armstrong, Mike Dirnt, Tré Cool) - The Killers – Somebody Told Me (Brandon Flowers, Dave Keuning, Mark Stoermer, Ronnie Vannucci Jr.) - Modest Mouse – Float On (Isaac Brock, Dann Gallucci, Eric Judy, Benjamin Weikel) - Velvet Revolver – Fall to Pieces (Duff, Dave Kushner, Slash, Matt Sorum Scott Weiland)                                                                      | U2, 2005                                                                        |
| 2006 (8. Februar 2006)  | U2                                                     | Irland                                    | City of Blinding Lights       | U2                                                                                 | - Coldplay – Speed of Sound (Guy Berryman, Jonny Buckland, Will Champion, Chris Martin) - Foo Fighters – Best of You (Foo Fighters) - Bruce Springsteen – Devils & Dust (Springsteen) - Weezer – Beverly Hills (Rivers Cuomo) | Bono und Adam Clayton während eines Auftritts 2009 in Toronto                   |
| 2007 (11. Februar 2007) | Red Hot Chili Peppers                                  | Vereinigte Staaten                        | Dani California               | Red Hot Chili Peppers                                                              | - Bob Dylan – Someday Baby (Dylan) - The Killers – When You Were Young (Brandon Flowers, Dave Keuning, Mark Stoermer, Ronnie Vannucci Jr.) - Snow Patrol – Chasing Cars (Nathan Connolly, Gary Lightbody, Jonny Quinn, Tom Simpson) - Neil Young – Lookin’ for a Leader (Young) |                                                                                 |
| 2008 (10. Februar 2008) | Bruce Springsteen                                      | Vereinigte Staaten                        | Radio Nowhere                 | Bruce Springsteen                                                                  | - Daughtry – It’s Not Over (Chris Daughtry, Gregg Wattenberg, Mark Wilkerson, Brett Young) - Foo Fighters – The Pretender (Dave Grohl, Taylor Hawkins, Nate Mendel, Chris Shiflett) - The White Stripes – Icky Thump (Jack White) - Lucinda Williams – Come On (Williams) | Bruce Springsteen, 2009                                                         |
| 2009 (8. Februar 2009)  | Bruce Springsteen                                      | Vereinigte Staaten                        | Girls in Their Summer Clothes | Bruce Springsteen                                                                  | - Coldplay – Violet Hill (Guy Berryman, Jonny Buckland, Will Champion, Chris Martin) - Death Cab for Cutie – I Will Possess Your Heart (Ben Gibbard, Nick Harmer, Jason McGerr, Chris Walla) - Kings of Leon – Sex on Fire (Kings of Leon) - Radiohead – House of Cards (Radiohead) | Bruce Springsteen, 2006                                                         |
| 2010 (31. Januar 2010)  | Kings of Leon                                          | Vereinigte Staaten                        | Use Somebody                  | Kings of Leon                                                                      | - Green Day – 21 Guns (Billie Joe Armstrong, Mike Dirnt, Tré Cool) - Pearl Jam – The Fixer (Matt Cameron, Stone Gossard, Mike McCready, Eddie Vedder) - Bruce Springsteen – Working on a Dream (Springsteen) - U2 – I’ll Go Crazy If I Don’t Go Crazy Tonight (Bono, Adam Clayton, The Edge, Larry Mullen, Jr.) | Matthew Followill, Caleb Followill und Nathan Followill von Kings of Leon, 2007 |
| 2011 (13. Februar 2011) | Neil Young                                             | Kanada                                    | Angry World                   | Neil Young                                                                         | - The Black Keys – Tighten Up (Dan Auerbach, Patrick Carney) - Kings of Leon – Radioactive (Caleb Followill, Jared Followill, Matthew Followill, Nathan Followill) - Mumford & Sons – Little Lion Man (Ted Dwane, Ben Lovett, Marcus Mumford, „Country“ Winston Marshall) - Muse – Resistance (Matthew Bellamy) | Neil Young, 2006                                                                |
| 2012 12. Februar 2012   | Foo Fighters                                           | Vereinigte Staaten                        | Walk                          | Dave Grohl, Nate Mendel, Taylor Hawkins, Chris Shiflett, Pat Smear                 | - Mumford & Sons – The Cave (Mumford, Marshall, Lovett, Dwane) - Coldplay – Every Teardrop Is a Waterfall (Martin, Champion, Buckland, Berryman) - Decemberists – Down by the Water (Meloy) - Radiohead – Lotus Flower (Thom Yorke, Jonny Greenwood, Colin Greenwood, Ed O'brien, Phil Selway) | Foo Fighters, 2009                                                              |
| 2013 10. Februar 2013   | The Black Keys                                         | Vereinigte Staaten                        | Lonely Boy                    | Dan Auerbach, Brian Burton, Patrick Carney                                         | - Jack White – Freedom at 21 (Jack White) - Mumford & Sons – I Will Wait (Ted Dwane, Ben Lovett, Winston Marshall & Marcus Mumford) - Muse – Madness (Matthew Bellamy) - Bruce Springsteen – We Take Care of Our Own (Bruce Springsteen) | The Black Keys, 2011                                                            |
| 2014 26. Januar 2014    | Paul McCartney, Dave Grohl, Krist Novoselić, Pat Smear | Vereinigtes Königreich Vereinigte Staaten | Cut Me Some Slack             | Dave Grohl, Paul McCartney, Krist Novoselić, Pat Smear                             | - Gary Clark Jr. – Ain’t Messin ’Round (Gary Clark Jr.) - The Rolling Stones – Doom and Gloom (Mick Jagger, Keith Richards) - Black Sabbath – God Is Dead? (Geezer Butler, Tony Iommi, Ozzy Osbourne) - Muse – Panic Station (Matthew Bellamy) | Dave Grohl, 2011                                                                |
| 2015 8. Februar 2015    | Paramore                                               | Vereinigte Staaten                        | Ain’t It Fun                  | Hayley Williams, Taylor York                                                       | - Beck – Blue Moon (Beck Hanson) - The Black Keys – Fever (Dan Auerbach, Patrick Carney, Brian Burton) - Ryan Adams – Gimme Something Good (Ryan Adams) - Jack White – Lazaretto (Jack White III) | Hayley Williams, 2013                                                           |
| 2016 15. Februar 2016   | Alabama Shakes                                         | Vereinigte Staaten                        | Don’t Wanna Fight             | Brittany Howard, Zac Cockrell, Heath Fogg, Steve Johnson, Ben Tanner               | - Elle King – Ex’s & Oh’s (Dave Bassett, Elle King) - James Bay – Hold Back the River (Iain Archer, James Bay) - Highly Suspect – Lydia (Richard Meyer, Ryan Meyer, Johnny Stevens) - Florence + the Machine – What Kind of Man (John Hill, Tom Hull, Florence Welch) | Alabama Shakes, 2012                                                            |
| 2017 12. Februar 2017   | David Bowie                                            | Vereinigtes Königreich                    | Blackstar                     | David Bowie                                                                        | - Radiohead – Burn the Witch (Colin Greenwood, Jonathan Greenwood, Edward O’Brien, Philip Selway, Thomas Yorke) - Metallica – Hardwired (James Hetfield, Lars Ulrich) - Twenty One Pilots – Heathens (Tyler Joseph) - Highly Suspect – My Name Is Human (Rich Meyer, Ryan Meyer, Johnny Stevens) | David Bowie, 2002                                                               |
| 2018 28. Januar 2018    | Foo Fighters                                           | Vereinigte Staaten                        | Run                           | Dave Grohl, Taylor Hawkins, Nate Mendel, Pat Smear, Chris Shiflett                 | - Avenged Sevenfold – The Stage (Avenged Sevenfold) - K. Flay – Blood in the Cut (Kristine Flaherty, Justin Daly) - Metallica – Atlas, Rise! (James Hetfield, Lars Ulrich) - Nothing More – Go to War (Nothing More) | Foo Fighters, 2009                                                              |
| 2019 10. Februar 2019   | St. Vincent                                            | Vereinigte Staaten                        | Masseduction                  | Jack Antonoff, Annie Clark                                                         | - Greta Van Fleet – Black Smoke Rising (Jacob Kiszka, Joshua Kiszka, Samuel Kisza, Daniel Wagner) - Twenty One Pilots – Jumpsuit (Tyler Joseph) - Bring Me the Horizon – Mantra (Jordan Fish, Matthew Kean, Lee Malia, Matthew Nicholls, Oliver Sykes) - Ghost – Rats (Tom Dalgety, A Ghoul Writer) | Annie Clark alias St. Vincent, 2018                                             |
| 2020 26. Januar 2020    | Gary Clark Jr.                                         | Vereinigte Staaten                        | This Land                     | Gary Clark Jr.                                                                     | - Tool (Autoren: Maynard James Keenan, Adam Jones, Danny Carey, Justin Chancellor) – Fear Inoculum - The 1975 (Autoren: George Daniel, Adam Hann, Matthew Healy, Ross MacDonald) – Give Yourself a Try - Vampire Weekend (Autor: Ezra Koenig) – Harmony Hall - Brittany Howard (Autorin: Britanny Howard) – History Repeats | Gary Clark Jr., 2016                                                            |
| 2021 14. März 2021      | Brittany Howard                                        | Vereinigte Staaten                        | Stay High                     | Brittany Howard                                                                    | - Phoebe Bridgers (Autoren: Phoebe Bridgers, Morgan Nagler, Marshall Vore) – Kyoto - Tame Impala (Autor: Kevin Parker) – Lost in Yesterday - Big Thief (Autorin: Adrianne Lenker) – Not - Fiona Apple (Autorin: Fiona Apple) – Shameika | Brittany Howard (2015)                                                          |
| 2022 3. April 2022      | Foo Fighters                                           | Vereinigte Staaten                        | Waiting on a War              | Dave Grohl, Taylor Hawkins, Rami Jaffee, Nate Mendel, Chris Shiflett und Pat Smear | - Weezer (Autoren: Rivers Cuomo, Ashley Gorley, Ben Johnson, Ilsey Juber) – All My Favorite Songs - Kings of Leon (Autoren: Caleb Followill, Jared Followill, Matthew Followill, Nathan Followill) – The Bandit - Mammoth WVH (Autor: Wolfgang Van Halen) – Distance - Paul McCartney (Autor: Paul McCartney) – Find My Way | Foo Fighters (2017)                                                             |
| 2023 5. Februar 2023    | Brandi Carlile                                         | Vereinigte Staaten                        | Broken Horses                 | Brandi Carlile, Phil Hanseroth, Tim Hanseroth                                      | - Red Hot Chili Peppers – Black Summer (Autoren: Flea, John Frusciante, Anthony Kiedis, Chad Smith) - Turnstile – Blackout (Autoren: Brady Ebert, Daniel Fang, Franz Lyons, Pat McCrory, Brendan Yates) - The War on Drugs – Harmonia’s Dream (Autoren: Robbie Bennett, Adam Granduciel) - Ozzy Osbourne – Patient Number 9 (feat. Jeff Beck) (Autoren: John Osbourne, Chad Smith, Ali Tamposi, Robert Trujillo, Andrew Wotman) |                                                                                 |
| 2024 4. Februar 2024    | Boygenius                                              | Vereinigte Staaten                        | Not Strong Enough             | Julien Baker, Phoebe Bridgers, Lucy Dacus                                          | - Foo Fighters – Rescued (Autoren: Dave Grohl, Rami Jaffee, Nate Mendel, Chris Shiflett, Pat Smear) - Olivia Rodrigo – Ballad of a Homeschooled Girl (Autoren: Daniel Nigro, Olivia Rodrigo) - Queens of the Stone Age – Emotion Sickness (Autoren: Dean Fertita, Joshua Homme, Michael Shuman, Jon Theodore, Troy Van Leeuwen) - The Rolling Stones – Angry (Autoren: Mick Jagger, Keith Richards, Andrew Watt)                |                                                                                 |
| 2025 2. Februar 2025    | St. Vincent                                            | Vereinigte Staaten                        | Broken Man                    | Annie Clark                                                                        | - The Black Keys – Beautiful People (Stay High) (Autoren: Dan Auerbach, Patrick Carney, Beck Hansen & Daniel Nakamura) - Pearl Jam – Dark Matter (Autoren: Jeff Ament, Matt Cameron, Stone Gossard, Mike McCready, Eddie Vedder, Andrew Watt) - Green Day – Dilemma (Autoren: Billie Joe Armstrong, Tré Cool, Mike Dirnt) - Idles – Gift Horse (Autoren: Jon Beavis, Mark Bowen, Adam Devonshire, Lee Kiernan, Joe Talbot)      | St. Vincent 2022                                                                |

## Belege
1. ↑  “honor artistic achievement, technical proficiency and overall excellence in the recording industry, without regard to album sales or chart position” Overview. National Academy of Recording Arts and Sciences, archiviert vom Original am 19. August 2012; abgerufen am 11. September 2014.
2. ↑  Grammy Awards at a Glance. In: Los Angeles Times. Tribune Company, abgerufen am 19. Juli 2010.
3. ↑  52nd OEP Category Description Guide. (PDF; 85 kB) National Academy of Recording Arts and Sciences, S. 2, archiviert vom Original am 27. Oktober 2009; abgerufen am 15. November 2010.
4. ↑  Dan Auerbach, Fun., Jay-Z, Mumford & Sons, Frank Ocean, Kanye West Lead 55th GRAMMY Nominations. Pressemitteilung der Recording Academy, 5. Dezember 2012.
5. ↑  55th Annual GRAMMY Awards Nominees. Auf: grammy.com; abgerufen am 6. Dezember 2012 (englisch).
6. ↑  NARAL Final Nomination List 57th Grammy Awards. (PDF; 3,0 MB) abgerufen am 31. Dezember 2015.